# 吳繼光
吳繼光（1904年—1937年11月 †），原名紹麟，字鐵夫。安徽省盱眙縣（今屬江蘇省）人。他為抗日戰爭期間陣亡的中國軍方高級將領之一。

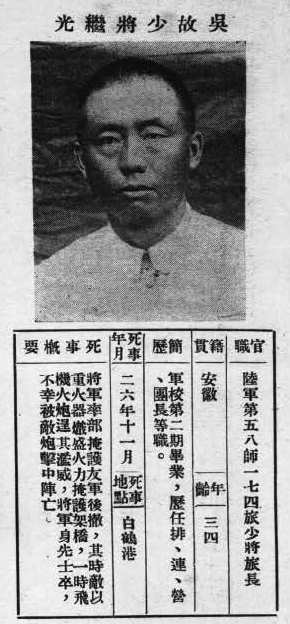
《抗戰軍人忠烈錄》（第一輯）中的吳繼光烈士遺像

## 生平[1]
陸軍第五十八師步兵第一百七十四旅少將旅長，軍校第二期畢業，在白鶴港壯烈成仁，年三十四。追贈陸軍中將。